# Oliver Vornberger

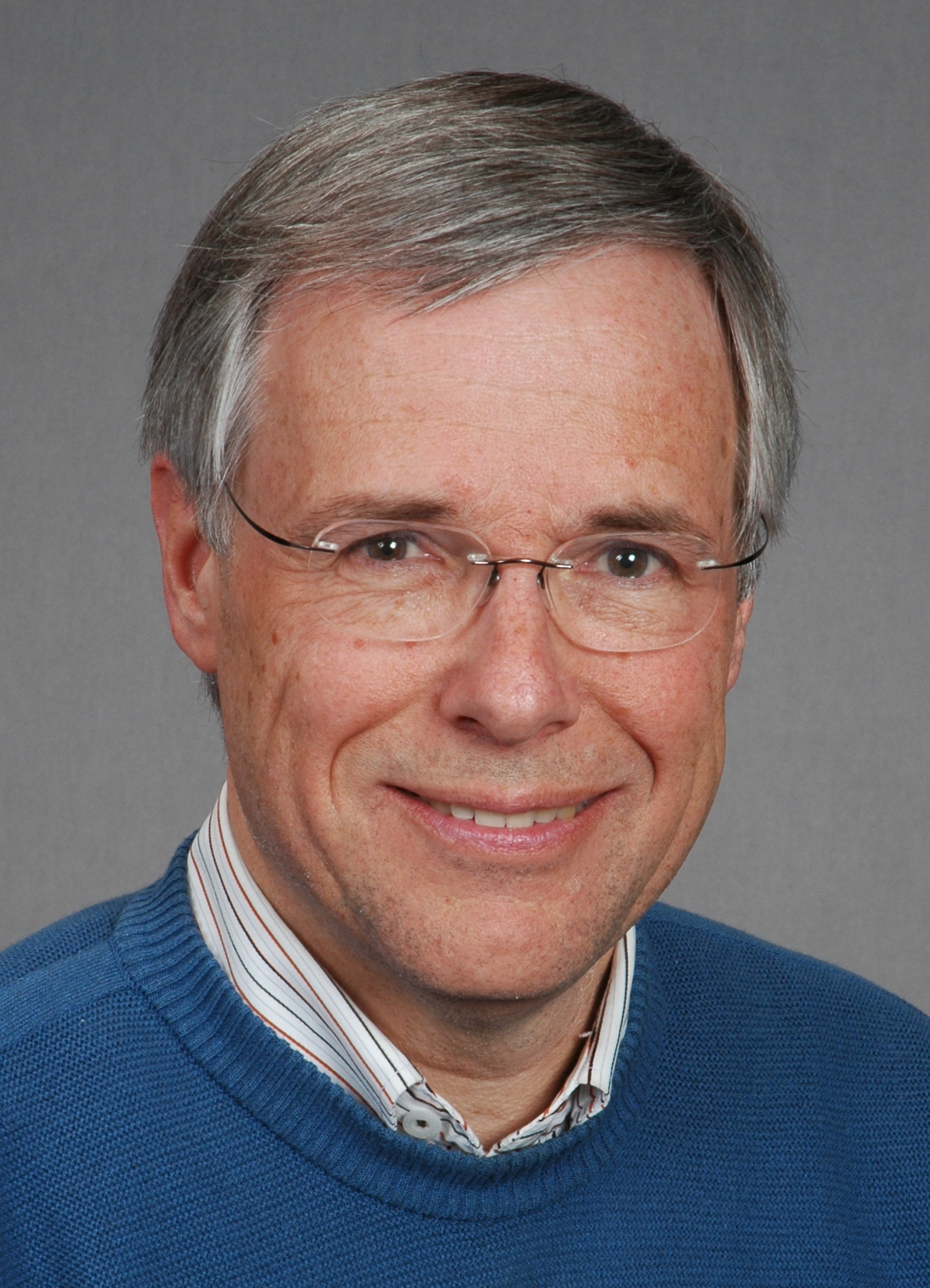
Oliver Vornberger (2009)

Oliver Vornberger (* 7. September 1951 in Essen) ist Professor für Informatik an der Universität Osnabrück. Er ist verheiratet und hat zwei Söhne.

## Leben
Vornberger studierte von 1972 bis 1976 Diplominformatik an der Universität Dortmund. 1980 promovierte er mit einem Thema aus der Komplexitätstheorie an der Universität Paderborn. Im Anschluss daran ging er für ein Jahr als Postdoc ins Computer Science Department der University of California at Berkeley, USA. Zurück in Deutschland wandte er sich zunehmend der Praktischen Informatik zu und habilitierte sich 1986 mit einer Arbeit zur Programmierung von Multiprozessorsystemen. 1988 wurde er auf eine C3-Professur für Praktische Informatik an die Universität Osnabrück berufen. Durch Bleibeverhandlungen aufgrund von Rufen nach Siegen, Trier und Bern (Schweiz) konnte er 1992 zu einer C4-Stelle aufrücken.
Ende der 1990er Jahre verlagerte sich sein Interesse auf die Bereiche Computergrafik, Web-Publishing und E-Learning. Zusammen mit vier weiteren Kollegen gründete er im Jahre 2002 „virtUOS“, das Zentrum zur Unterstützung der virtuellen Lehre an der Universität Osnabrück, welches seitdem zahlreiche Drittmittel eingeworben hat. Im Rahmen des Niedersächsischen Verbundvorhabens ELAN (E-Learning Academic Network) entwickelte Vornberger zusammen mit virtUOS-Mitarbeitern das Autorensystem „media2mult“ und das Vorlesungsaufzeichnungssystem „virtPresenter“, die beide inzwischen auch außerhalb von Osnabrück im Einsatz sind.
Neben seinen Aktivitäten in Forschung und Lehre engagiert sich Vornberger auch in der Selbstverwaltung: Er leitet als Geschäftsführender Direktor das Institut für Informatik, ist Mitglied im Fachbereichsrat, Studienberater, Vorstandsvorsitzender in virtUOS und Sprecher des Senats der Universität Osnabrück.
2017 wurde Vornberger in den Ruhestand verabschiedet.

## Preise
- 2002: Transferpreis der Universität Osnabrück
- 2004: Preis für Gute Akademische Lehre an der Universität Osnabrück
- 2009: Ars legendi-Preis für exzellente Hochschullehre[2]
- 2009: Wissenschaftspreis Niedersachsen[3]